# ویلا سان سکوندو
ویلا سان سکوندو (به ایتالیایی: Villa San Secondo) یک کومونه در ایتالیا است که در استان آسته واقع شده‌است. ویلا سان سکوندو ۶٫۰ کیلومتر مربع مساحت و ۳۸۵ نفر جمعیت دارد.